# Energiestoffwechsel
Mit Energiestoffwechsel (auch Betriebsstoffwechsel genannt) bezeichnet man den Teil des Stoffwechsels von Lebewesen, der der Gewinnung von Energie dient. Er unterscheidet sich vom Baustoffwechsel (Anabolismus), der dem Aufbau von Körperbestandteilen dient und Energie verbraucht.
Der Energiestoffwechsel besteht aus chemischen Stoffumsetzungen, die in der Summe exergon, also Energie freisetzend sind. Es werden also Stoffsysteme genutzt, die sich in einem thermodynamischen Ungleichgewicht befinden und bei ihrer Umsetzung in einen energieärmeren, stabileren Gleichgewichtszustand überführt werden, wobei Energie freigesetzt wird. Diese Art der Energiegewinnung wird als Chemotrophie bezeichnet, die sie betreibenden Lebewesen als „chemotroph“.
Eine andere Art der Energiegewinnung ist die Phototrophie, bei der Licht als Energiequelle genutzt wird. Lebewesen, die Licht als Energiequelle nutzen, werden als „phototroph“ bezeichnet. Die meisten phototrophen Lebewesen können auch chemotroph Energie gewinnen, also durch einen Energiestoffwechsel, zum Beispiel bei Lichtmangel.

## Speicherung der Energie und Transport der Energieträger
Chemotrophe Lebewesen nutzen die bei den exergonen Stoffumsetzungen frei werdende Energie. Sie speichern sie kurzzeitig, indem sie unter deren Verbrauch, dem Energieverbrauch, energiereiche Stoffe synthetisieren, aus denen bei Umkehrung der Synthese die Energie leicht wieder freigesetzt werden kann. Dazu eignen sich Nucleosid-Phosphate, da durch Abspaltung ihrer Phosphatreste Energie frei wird und durch Energieaufwand Phosphatreste wieder daran gebunden werden können (Näheres siehe unter Adenosintriphosphat). Mit Nucleosid-Phosphaten kann auf diese Weise Energie gespeichert und auch transportiert werden. Die bei Lebewesen wichtigsten energiespeichernden Nucleosid-Phosphate sind die Tri- und Diphosphate von Adenosin und Guanosin (Kurzbezeichnungen ATP, ADP, GTP bzw. GDP).
Als eine weitere Speichermethode von Energie kann die Fettsäuresynthese angesehen werden. Diese funktioniert über die Generierung des Malonyl-Coenzym A durch oxidative Decarboxylierung von Pyruvat in der Glykolyse, durch Abbau von Aminosäuren oder durch β-Oxidation von Fettsäuren.

## Betrag der Energie
Bereits 1902 begründete Max Rubner Gesetze des Energieverbrauchs im Körper. Die bei der Stoffumsetzung frei werdende Energie ist die durch die Umsetzung verursachte Änderung von Gibbs Freier Energie, also die Differenz zwischen den Energiegehalten der umgesetzten Stoffe (der Edukte) und denen der daraus gebildeten Stoffe (der Produkte). Sie ist abhängig von der umgesetzten Menge, vom Energieinhalt und von der Konzentration der an der Stoffumsetzung beteiligten Stoffe (der Reaktanten), von der Temperatur und vom Druck. Als Energiegehalt der Stoffe wird jeweils diejenige Energie definiert, die zu Bildung dieser Stoffe aus chemischen Elementen erforderlich ist. Diese Energiegehalte sind in Tabellen aufgeführt.
Oft ist die Konzentration der Reaktanten nicht bekannt und sie ändert sich im Verlauf der Umsetzung. In diesen Fällen kann die Änderung der Freien Energie nicht bzw. nur schwer berechnet werden. Einen Anhaltspunkt für die bei einer Stoffumsetzung frei werdende Energie erhält man aber, indem man die Änderung der Freien Energie unter Standardbedingungen (mit ΔG0 bezeichnet) berechnet. Als Standardbedingungen wurden vereinbart: Temperatur 25 °C, Druck 1,013 bar, Konzentration der an der Umsetzung beteiligten Stoffe (Reaktanten) 1 mol/l mit Ausnahme der von Wasser, für die 55,6 mol/l (reines Wasser) vereinbart ist, und der von Gasen, für die eine Konzentration im Lösungsgleichgewicht mit einem Partialdruck von 1 bar in der Gasphase vereinbart ist. Bei biologischen Systemen wird allerdings für die H+-Ionen-Konzentration nicht die von Lebewesen in der Regel nicht tolerierte Konzentration 1 mol/l entsprechend pH 0, sondern 10−7 mol/l entsprechend pH 7 vereinbart und man bezeichnet den Wert der Änderung der Freien Energie unter diesen Bedingungen als ΔG0’.
Weichen die tatsächlichen Bedingungen von diesen Standardbedingungen ab, so ist auch der Betrag der Änderung der Freien Energie ein anderer, er kann erheblich vom Standardwert abweichen. In lebenden Systemen sind Standardbedingungen in der Regel nicht gegeben und ändern sich oft auch während der Stoffumsetzung. Der Betrag der Änderung der Freien Energie unter Standardbedingungen bietet also bei Lebewesen lediglich einen Anhaltspunkt für die bei einer chemischen Stoffumsetzung frei werdende Energie.
Entsprechend dem Zweiten Hauptsatz der Thermodynamik wird bei allen Energieumwandlungen ein Teil der Energie in Wärme umgewandelt. Dementsprechend kann auch von Lebewesen nur ein Teil der beim Energiestoffwechsel frei werdenden Energie für andere Zwecke als zur Wärmebildung genutzt werden.

## Arten des Energiestoffwechsels
Man unterscheidet fermentativen und oxidativen Energiestoffwechsel.
 Anaerober Energiestoffwechsel, auch als Gärung (im Englischen fermentation) bezeichnet, lässt in der Bruttoumsetzung keine Redoxreaktionen erkennen. Beispiele für den gärenden Energiestoffwechsel:
- Milchsäuregärung ist die Umsetzung von Milchzucker (Lactose) zu Milchsäure in Milchsäurebakterien:

C12H22O11 + H2O → 4 C3H5O3− + 4 H+
ΔG0' = − 478 kJ je Mol Lactose
Bei  oxidativem Energiestoffwechsel (oxidative Phosphorylierung, Zellatmung) sind auch im Bruttoumsatz Redoxreaktionen am Verbrauch eines Oxidationsmittels und eines Reduktionsmittels zu erkennen. Beispiele für oxidativen Energiestoffwechsel:
- Umsetzung von Traubenzucker (Glucose) (=Reduktionsmittel) mit molekularem Sauerstoff (O2) (=Oxidationsmittel) zu Kohlenstoffdioxid (CO2) und Wasser (H2O) in Tieren, Menschen, vielen Bakterien, auch in Pflanzen:

C6H12O6 + 6 O2 → 6 CO2 + 6 H2O
ΔG0' = − 2822 kJ je Mol Glucose
- Umsetzung von Kohlenstoffdioxid (CO2) (=Oxidationsmittel) und molekularem Wasserstoff (H2) (=Reduktionsmittel) zu Methan (CH4) und Wasser (H2O) in methanogenen Archaea:

CO2 + 4 H2 → CH4 + 2 H2O
ΔG0' = − 139 kJ je Mol Kohlenstoffdioxid
- Umsetzung von Sulfat (SO42−) (=Oxidationsmittel) und molekularem Wasserstoff (H2) (=Reduktionsmittel) zu Schwefelwasserstoff (H2S) und Wasser (H2O) in sulfatreduzierenden Bakterien (Desulfurikation):

SO42− + 4 H2 → HS− + 3 H2O + OH−
ΔG0' = − 112 kJ je Mol Sulfat
- Umsetzung von Nitrat (NO3−) (=Oxidationsmittel) zu Stickstoff (N2) und Wasser (H2O) in denitrifizierenden Bakterien (Denitrifikation):

2NO3− + 12 H+ + 10 e− → N2 + 6 H2O

## Messung des Energiestoffwechsels
Für die Messungen des Energieumsatzes gibt es verschiedene Wege:
- In Ruhe leistet der Organismus keine äußere Arbeit, wenn man bei aktiv Luft-atmenden Tieren von dem praktisch unmessbaren Betrag für die Beschleunigung der Atemluft absieht. Alle innerhalb des Organismus erfolgenden Energieumsetzungen, beispielsweise bei höheren Tieren auch die Arbeit des Herzens und der Atemmuskulatur, werden in Wärme überführt. Im Gleichgewicht, d. h. in diesem Fall bei konstanter Temperatur, wird die gesamte umgesetzte Energie als Wärme abgegeben. Der Energieumsatz kann daher als abgegebene Wärmemenge/Zeitspanne gemessen werden („direkte“ Kalorimetrie).
- Die in heterotrophen, mit O2 oxidierenden Organismen umgesetzte Energie stammt unter bestimmten Umständen nur aus der Oxidation energiereicher Stoffe. Für einen bestimmten Stoff besteht dabei eine stöchiometrische Beziehung zwischen verbrauchter Stoffmenge, aufgenommener O2-Menge, abgegebener CO2-Menge und freigesetzter Energie. Die aufgenommene O2-Menge und die abgegebene CO2-Menge können leicht gemessen werden. Wenn die oxidierten Stoffe und ihre Beteiligungen am Gesamtumsatz bekannt sind, kann aus den aufgenommenen und abgegebenen Gasmengen die gleichzeitig freigesetzte Energie berechnet werden („indirekte“ Kalorimetrie).
- Die im Organismus umgesetzte Energie stammt aus den Nährstoffen, die mit der Nahrung zugeführt werden. Im Körpergleichgewicht muss die umgesetzte Energiemenge gleich der Differenz des Energiegehaltes der aufgenommenen Nahrung zu dem Energiegehalt der Ausscheidungen sein und kann somit physikalisch im Kalorimeter bestimmt werden.[3]